# Dmitri Vasíliev
Dmitri Dmitriyevich Vasilyev (ruso: Дми́трий Дми́триевич Васи́льев 30 de mayo de 1945-16 de julio de 2003) fue un actor soviético-ruso, monárquico, antisemita y ultranacionalista que fue presidente de Pamyat desde 1988 hasta su muerte en 2003. 

## Primeros años
A lo largo de su carrera, Vasilyev no reveló el apellido de su padre; cuando se le preguntó por qué lo hizo, afirmó que se debía a su asociación aristocrática y dijo: "Mi madre me cuidó para que no lo pareciera". Su abuelo era un atamán cosaco que fue asesinado por los bolcheviques durante la Guerra Civil Rusa. Muchos otros parientes paternos suyos también sufrieron en el sistema Gulag.
Primero estudió en la Escuela de Teatro de Arte de Moscú, después de lo cual fue reclutado por el ejército soviético, donde sirvió como petrolero. Vasilyev realizó su servicio militar en Hungría. Después de su servicio militar, volvió a actuar; interpretó el papel secundario de Pyotr Stolypin en la última película de Sergei Gerasimov, Lev Tolstoy.
En 1989, se filmó una película documental "Y un guerrero en el campo" sobre D. D. Vasiliev y su organización "Pamyat". La película fue filmada por el Sverdlovsk Film Studio en Moscú, en el pueblo de Kriushino, en el Monasterio de Sarov. El guionista y director de la película fue Sergei Bogdanov y el camarógrafo Viktor Denisov.

## Carrera política
Vasilyev estuvo activo en Pamyat desde 1984, cuando todavía era una organización de historiadores aficionados. Cuando se dividió al año siguiente, él, junto con sus seguidores, formó el Frente Patriótico Nacional "Memoria" (en ruso "Pamyat"), que eventualmente sería reconocido como la principal organización sucesora del Pamyat original. Sin embargo, el nuevo Pamyat no era un grupo de historiadores, sino un grupo nacionalista, monárquico y antisemita de extrema derecha. En 1992, Vasilyev fue nombrado "voivoda" de Pamyat.
Durante la crisis constitucional rusa de 1993, Vasilyev, a diferencia de muchas otras figuras de la extrema derecha rusa (incluido su antiguo aliado Alexander Barkashov), apoyó al presidente Boris Yeltsin sobre el Soviet Supremo y Alexander Rutskoy.
En las elecciones de 1995, se registró en la circunscripción de mandato único No. 204, pero perdió (3,49%, 5° lugar de 12 candidatos). En 1996 se pronunció a favor de la reelección de B. Yeltsin como presidente de Rusia. A finales de 1997, presentó su candidatura a diputados de la Duma de la Ciudad de Moscú , perdió las elecciones. En 1999, fue nominado para el cargo de alcalde de Moscú, obtuvo el 1% de los votos.
Ninguna de estas campañas tendría éxito y finalmente irrumpió en las oficinas de Moskovskij Komsomolets, exigiendo el fin de la impresión de materiales "inmorales y rusofóbicos". 
En 1999, durante la Guerra de Kosovo, Vasilyev también apoyó a Slobodan Milošević, y pidió a Rusia que interviniera contra las fuerzas de la OTAN, que estaban bombardeando Serbia en ese momento. Después de 1999, Vasilyev desapareció de la esfera pública hasta su muerte.

## Opiniones políticas
En términos de sus posiciones políticas, Vasilyev era un ardiente monárquico, apoyando la restauración de la Casa de los Romanov. Se le consideraba un antisemita acérrimo, aunque rechazó tales acusaciones (debido a que los árabes son un grupo semítico) y, en cambio, simplemente dijo que era un antisionista, afirmando que el sionismo era el deseo de los judíos de dominar el mundo con la asistencia de los masones. Vasilyev también vio el comunismo y el judaísmo como relacionados.
 

En el libro "Red Dozen" se da la declaración de Vasilyev:
El sionismo es una ideología, no un rasgo nacional. Los portadores de esta ideología no son solo judíos
Desde la disolución de la Unión Soviética en 1991, se llamó a sí mismo fascista abiertamente, afirmando que Adolf Hitler y Benito Mussolini no eran fascistas "verdaderos", y que el Imperio Ruso era un ejemplo de fascismo "verdadero". Consideraba a Pyotr Stolypin como el político ideal. 

## Vida personal
Vasilyev estaba interesado en la heráldica y la música clásica, particularmente en Pyotr Ilyich Tchaikovsky y Richard Wagner. Se casó, pero sobrevivió a su esposa y finalmente adoptó a sus dos hijos. Su hijo, Sergei, forma parte del Consejo Central de Pamyat. Tras el colapso del Pamyat original en 1985, Vasilyev afirmó que las obras más famosas de Ilya Glazunov eran en realidad réplicas de sus propias fotografías. El 16 de julio de 2003, Vasilyev murió en su casa de campo en Kriushkino, un pueblo en el Óblast de Yaroslavl, de un ataque al corazón a la edad de 58 años. Fue enterrado en Moscú en el cementerio Pokrovsky (sección 9)